# Eternal Egypt
Eternal Egypt is een studioalbum van Phil Thornton en Hossam Ramzy. Pharaoh was Thornton’s eerste album waarbij hij zich verdiepte in de muziek van Egypte. Met Eternal Egypt zette hij dat door. Toen Hossam Ramzy even rust had van zijn tournee met Robert Plant en Jimmy Page nam hij muziek op in Egypte. Daarbij beperkte hij zich niet tot zijn hoofdinstrument, de percussie, maar schakelde ook accordeon en een kawalafluit in. De Westerse muziek is bijna geheel verdwenen op dit album dat qua intervalgebruik en ritme Oosters is om de luisteraar in een bezwerende trance te brengen. Het is daarom niet vreemd dat track 1, dat afkomstig is van Mandragora die spacerock speelde, ook op dit album past; de spacerock probeert eveneens een trance te bewerkstelligen, maar dan op een ander decibelniveau. Het album is opgenomen in de Expandibubble studio van Thornton in Sussex en de Mirage Studio in Caïro.    

## Musici
- Phil Thornton – gitaren, vocoder, synthesizers, didgeridoo, chicken flute en Tibetaanse klankschalen
- Hossam Ramzy – Egyptische percussie (Tabla, doholla, duffs, reque, vingerbekkens)
- Geoff Holroyde – slagwerkloop
- Grant Young – fretless basgitaar
- Farouqh Mohammed Hassan – accordeon met semitonen
- Brahim Fahty - Kawalafluit

## Muziek
Alles van Thornton, Ramzy 

| Nr. | Titel                                 | Duur  |
| --- | ------------------------------------- | ----- |
| 1.  | Isis unveiled                         | 7:46  |
| 2.  | The land of the pharaohs (Zaar ritme) | 9:16  |
| 3.  | Through the Ankh (Masmoudi ritme)     | 7:34  |
| 4.  | Shimmers in the sand                  | 11:24 |
| 5.  | Desert rhythm (Fallahi ritme)         | 6:45  |
| 6.  | The cobra’s dance (Fallahi ritme)     | 7:53  |

Zaar is een oud-Egyptisch ritmepatroon, dat ook toegepast is op Passion van Peter Gabriel; ook toen speelde Hossam mee.